# São Calisto (título cardinalício)
São Calisto (em latim, S. Calixti) é um título cardinalício instituído, de acordo com Cristofori, em 1456 pelo Papa Calisto III, mas, mais provavelmente, foi estabelecido ou confirmado pelo Papa Leão X em 6 de julho de 1517, quando, no consistório de 1 de julho, aumentou significativamente o número de cardeais.
Sua igreja titular é San Callisto.

## Titulares protetores
- Francesco Armellini Pantalassi de' Medici (1517-1523)
- Vacante (1523-1531)
- Alfonso Manrique de Lara y Solís (1531-1532)
- Vacant (1532-1537)
- Jacopo Sadoleto (1537-1545)
- Vacante (1545-1552)
- Sebastiano Antonio Pighini (1552-1553)
- Pietro Tagliavia d'Aragonia (1555-1558)
- Ludovico Madruzzo (1561-1562)
- Innocenzo Ciocchi del Monte (1562-1564)
- Angelo Nicolini (1565-1567)
- Giovanni Paolo della Chiesa (1568)
- Marco Antonio Maffei (1570-1583)
- Vacante (1583-1608)
- Lanfranco Margotti (1608-1610)
- François de La Rochefoucauld (1610-1645)
- Tiberio Cenci (1645-1653)
- Prospero Caffarelli (1654-1659)
- Vincenzo Costaguti (1660)
- Pietro Vidoni seniore (1661-1673)
- Fabrizio Spada (1676-1689)
- Niccolò Acciaiuoli (1689-1693)
- Toussaint de Forbin-Janson (1693-1713)
- Gianantonio Davia (1713-1725)
- Próspero Marefoschi (1725-1728)
- Leandro Porzia, O.S.B. (1728-1740)
- Henri-Osvald da Tour d'Auvergne de Bouillon (1740-1747)
- Silvio Valenti Gonzaga (1747-1753)
- Fortunato Tamburini, O.S.B. (1753-1761)
- Vacante (1761-1767)
- Urbano Paracciani Rutili (1767-1777)
- Tommaso Maria Ghilini (1778-1783)
- Barnaba (Gregorio) Chiaramonti, O.S.B. (1785-1800) Eleito Papa Pio VII
- Carlo Giuseppe Filippa della Martiniana (1800-1802)
- Antonio Despuig y Dameto (1803-1813)
- Domenico Spinucci (1816-1823)
- Bartolomeo Alberto (Mauro) Cappellari, O.S.B. Cam. (1826-1831) Eleito Papa Gregório XVI
- Luigi Lambruschini, B. (1832-1842)
- Luigi Vannicelli Casoni (1847)
- Vacante (1847-1852)
- Thomas-Marie-Joseph Gousset (1852-1866)
- Jean Baptiste François Pitra (1867-1879)
- Gustav Adolf von Hohenlohe-Schillingsfürst (1884-1895)
- Isidoro Verga (1896)
- Agostino Ciasca, O.S.A. (1899-1902)
- Carlo Nocella (1903-1908)
- Antonio Vico (1911-1915)
- Alessio Ascalesi (1916-1952)
- Marcello Mimmi (1953-1958)
- Alfonso Castaldo (1958-1966)
- Corrado Ursi (1967-2003)
- Vacante (2003-2012)
- Willem Jacobus Eĳk (2012- )